# Nadeżda Nejnski
Nadeżda Nikołowa Nejnski (Michajłowa), bułg. Надежда Николова Нейнски (Михайлова) (ur. 9 sierpnia 1962 w Sofii) – bułgarska filolog, prawnik i polityk, deputowana do Zgromadzenia Narodowego 37., 38., 39. i 40. kadencji (1994–1997, 1997, 2001–2005, 2005–2009), minister spraw zagranicznych w rządzie Iwana Kostowa (1997–2001), później przewodnicząca Związku Sił Demokratycznych (2002–2005) oraz posłanka do Parlamentu Europejskiego VII kadencji.

## Życiorys
W 1985 ukończyła studia z dziedziny filologii na Uniwersytecie im. Klemensa z Ochrydy w Sofii. Cztery lata później wstąpiła do Partii Radykalno-Demokratycznej, która w grudniu tego samego roku stała się członkiem Związku Sił Demokratycznych. Pełniła funkcję rzecznika rządu, kierując centrum prasowym w latach 1991–1994.
W 1994 znalazła się w Zgromadzeniu Narodowym 37. kadencji, a w następnym roku wybrano ją na wiceprzewodniczącą partii. Po wygranych przez SDS wyborach parlamentarnych w 1997 została ministrem spraw zagranicznych w gabinecie kierowanym przez Iwana Kostowa. Była jedną z inicjatorek rozpoczęcia procesu integracji z Unią Europejską zakończonego wstąpieniem Bułgarii do wspólnoty 1 stycznia 2007.
Niskie zaufanie społeczne do centroprawicowego premiera i negatywna ocena jego rządów znalazły oddźwięk w wynikach wyborów w 2001. SDS przegrał wyraźnie z Narodowym Ruchem Symeona Drugiego, który zdobył 42% głosów. Dzień po przegranej Iwan Kostow złożył rezygnację z funkcji szefa partii, niedługo potem nową przewodniczącą została Nadeżda Michajłowa. Relacje między nią a Iwanem Kostowem już w czasie ich współpracy w rządzie były napięte; po kilku nieporozumieniach w 2004 były premier zrezygnował z członkostwa w SDS i założył nową partię – Demokraci na rzecz Silnej Bułgarii.
Nadeżda Michajłowa pełniła swoje obowiązki do października 2005. Po słabym wyniku SDS w wyborach parlamentarnych w tym samym roku (7,7%) ustąpiła na rzecz byłego prezydenta Petyra Stojanowa. Po tej porażce postanowiła opuścić szeregi SDS. Miejsce w swojej partii zaproponował jej niespodziewanie Iwan Kostow.
W wyborach w 2009 z powodzeniem ubiegała się o mandat eurodeputowanej z listy tzw. Niebieskiej Koalicji. W PE przystąpiła do grupy Europejskiej Partii Ludowej oraz do Komisji Budżetowej.
W 2009 po zawarciu związku małżeńskiego przyjęła nazwisko swojego małżonka.